# Prix Odilon-Barrot
Le prix Odilon-Barrot est un prix triennal de l'Académie des sciences morales et politiques. 
« Ce prix revient au meilleur ouvrage sur le jury et sur la procédure, tant civile que criminelle, et au travail le plus libéral et le plus pratique sur l'émancipation de nos administrations municipales et départementales et sur une vraie décentralisation. La section peut également mettre au concours d'autres questions de droit ».
Hyacinthe Camille Odilon Barrot, né à Villefort (Lozère) le 19 juillet 1791 et mort à Bougival le 6 août 1873, est un homme d'État français, président du Conseil en 1848-1849 sous la présidence de Louis Napoléon Bonaparte.

## Lauréats
- 1883 : Léon Aucoc pour Rapport sur le concours relatif à la décentralisation administrative[2].
- 1891 : Ernest Désiré Glasson pour Histoire du droit public et privé dans la Lorraine et les Trois évêchés, depuis le traité de Verdun en 843 jusqu'en 1789[3].
- 1895 : Marcel Planiol pour Droit public et privé de la Bretagne.
- 1901 : Paul Frédéric Girard (1852-1926) pour Histoire de l'organisation judiciaire des Romains[4].
- 1904 : Charles Franquet de Franqueville pour L'Organisation judiciaire des États-Unis[5].
- 1912 : Jacques Flach pour Histoire d'une coutume générale ou d'un groupe de coutumes locales[6].

...
- 1978 : Roger Merle (1922-2008) et André Vitu (1920-2013) pour Traité de droit criminel[7]
- 1993 : Loïc Cadiet pour Droit judiciaire privé.
- 1999 : Alain Cœuret et Élisabeth Fortis (1955-....) pour Droit pénal du travail, Paris (Litec), 1998.
- 2002 : Stanislas Roux-Vaillard pour sa thèse de doctorat Les Jurisprudences française et américaine comparées en matière de conditions de brevetabilité (Université Panthéon-Assas — Paris, 2 juillet 2001).
- 2005 : Pierre de Montalivet pour Les objectifs de valeur constitutionnelle, thèse de doctorat soutenue le 9 décembre 2004 à l’Université Paris II (Panthéon-Assas).
- 2008 : Lionel Miniato (1973-....) pour Le principe du contradictoire en droit processuel, Paris (LGDJ), 2008.
- 2011 : Julie Klein (1982-....) pour sa thèse de doctorat Le point de départ de la prescription, soutenue le 18 mai 2010 (Paris II).
- 2014 : Frédérick Dupuis pour sa thèse de doctorat L’excès de pouvoir en procédure pénale, soutenue le 11 janvier 2013 à l’Université Toulouse 1 Capitole.